# 달리는 라디오 (광주)
최용규의 달리는 라디오는 TBN 광주교통방송(광주, 목포, 해남, 진도 FM 97.3㎒, 여수, 순천, 광양 FM 103.5㎒)에서 평일 저녁 6시 5분부터 7시 55분까지 방송되는 광주·전남권 지역의 퇴근길 라디오 프로그램이다.

## 코너소개

### 매일 코너
- 달!픽! 뉴스 - 달리는 라디오가 픽한 오늘의 뉴스
- CCTV 현장 - 최용규MC가 선택한 CCTV 분석
- 똘남tv - 모르는 거 빼고 다 아는 똘똘한 남자의 요즘 라이브 방송
- 최용규가 좋아하는 랜덤퀴즈~ - 정해진 것은 없다 인생도 랜덤 퀴즈도 랜덤

## 요일 코너

### 월요일
- 먼데이 스포츠 : 로컬 스포츠 크리에이터 정인균
- 필이 달라~ : 필이 다른 남자 필로스팅하우스 강경필대표의 음악과 세상이야기

### 화요일
- 교통안전메모 : 생활안전에 관한 정보 (한국재난안전협회 이창훈 강사)
- 화목한 달톡방

### 수요일
- 교통안전메모 : 자동차에 관한 다양한 이야기 (경기도 교통연수원 황경수 교수)
- 깊이가 달라~ : 김미령교수와 함께 고전에서 배우는 삶의 지혜

### 목요일
- 교통안전메모 : 교통 관련 법률 정보 (송지영, 임대현 변호사)
- 화목한 달톡방

### 금요일
- 달리는 사람들